# Lawrence Washington (1718-1752)
Pour les articles homonymes, voir Washington.
Lawrence Washington (1718- juillet 1752) était le demi-frère et le mentor de George Washington, né d'un premier mariage de son père Augustine Washington avec Jane Butler.

## Biographie
Lawrence Washington fit ses études à la Appleby Grammar School dans le comté de Cumbrie au nord-ouest de l'Angleterre de 1729 à 1738, date à laquelle il retourne en Virginie. Dans les années 1739 à 1741, il participa à plusieurs opérations navales dans les Caraïbes sous les ordres du vice-amiral britannique Edward Vernon.
Il épousa en 1743 Anne Fairfax (1728-1761), la fille du colonel William Fairfax de Belvoir, dont eu quatre enfants, tous morts en bas âge :
- Jane (1744-1745)
- Fairfax (né et mort en 1747)
- Mildred (1748-1749)
- Sarah (1750-1754)

En 1744 il fut élu à la Chambre des Bourgeois de Virginie.
George Washington accompagna son demi-frère aux sources chaudes de Bath (aujourd'hui Berkeley Springs, Virginie-Occidentale), pour faire des cures. En 1751, ils s'embarquèrent pour l'île de la Barbade dans l'espoir qu'un séjour dans le climat tropical chaud pourrait aider Lawrence, dont l'état s'était aggravé.
Il meurt en juillet 1752 à cause de la tuberculose. À la mort de la veuve de Lawrence, George Washington hérita de la plantation du Mount Vernon, que Lawrence avait baptisée en l'honneur de l'amiral britannique Edward Vernon, aux côtés duquel Lawrence avait servi.

## Dans la culture populaire
Lawrence Washington est la première cible du protagoniste, Shay Patrick Cormac, dans le jeu Assassin's Creed Rogue.

## Source
- (en) Cet article est partiellement ou en totalité issu de l’article de Wikipédia en anglais intitulé « Lawrence Washington (1718–1752) » (voir la liste des auteurs).